# Pal Kastrioti
Pal Kastrioti (?-1407) was een Albanese edelman uit het adellijk geslacht Kastrioti. Pal Kastrioti stichtte in 1389 het vorstendom Kastrioti in gebieden die overeen komen met de huidige districten Mat en Dibër in centraal-Albanië.

## Biografie
Pal was de zoon van stamvader van de Kastrioti-dynastie Konstantin Kastrioti I, een afstammeling van de Albanese Mazreku-stam. Konstantin I had een adellijke positie waarna zijn zoon Pal Kastrioti heerschappijen over twee dorpen erfde van zijn vader. Omstreeks 1389 werd de staatsvorming van het vorstendom Kastrioti een feit in het huidige centraal-Albanië. Pal kende gedurende de heerschappij de titel landsheer van Mat. Na zijn dood in 1407 vielen de heerschappijen naar zijn zoon Gjon Kastrioti, die het vorstendom wist uit te breiden. Gjon Kastrioti voerde aanvankelijk een rebellie tegen het Ottomaanse Rijk, wat grote delen van Albanië bezette, maar kreeg in ruil voor erkenning van het Ottomaanse Rijk een lokale autonomie over zijn vorstendom. Zijn zoon Gjergj Kastrioti werd als kind ingelijfd door het Ottomaanse leger. Later zou Gjergj Kastrioti - beter bekend als Skanderbeg - de nationale held van Albanië worden nadat hij in 1443 zich uit het Ottomaanse leger trok en een militaire Albanese alliantie stichtte, de Liga van Lezhë, om het Ottomaanse Rijk te verslaan. In 1444 werd Skanderbeg gekroond tot vorst van Albanië en was  gedurende de Albanees-Ottomaanse oorlog uiterst succesvol waarin hij 24 van de 25 veldslagen wist te winnen. 